# 白田信幸

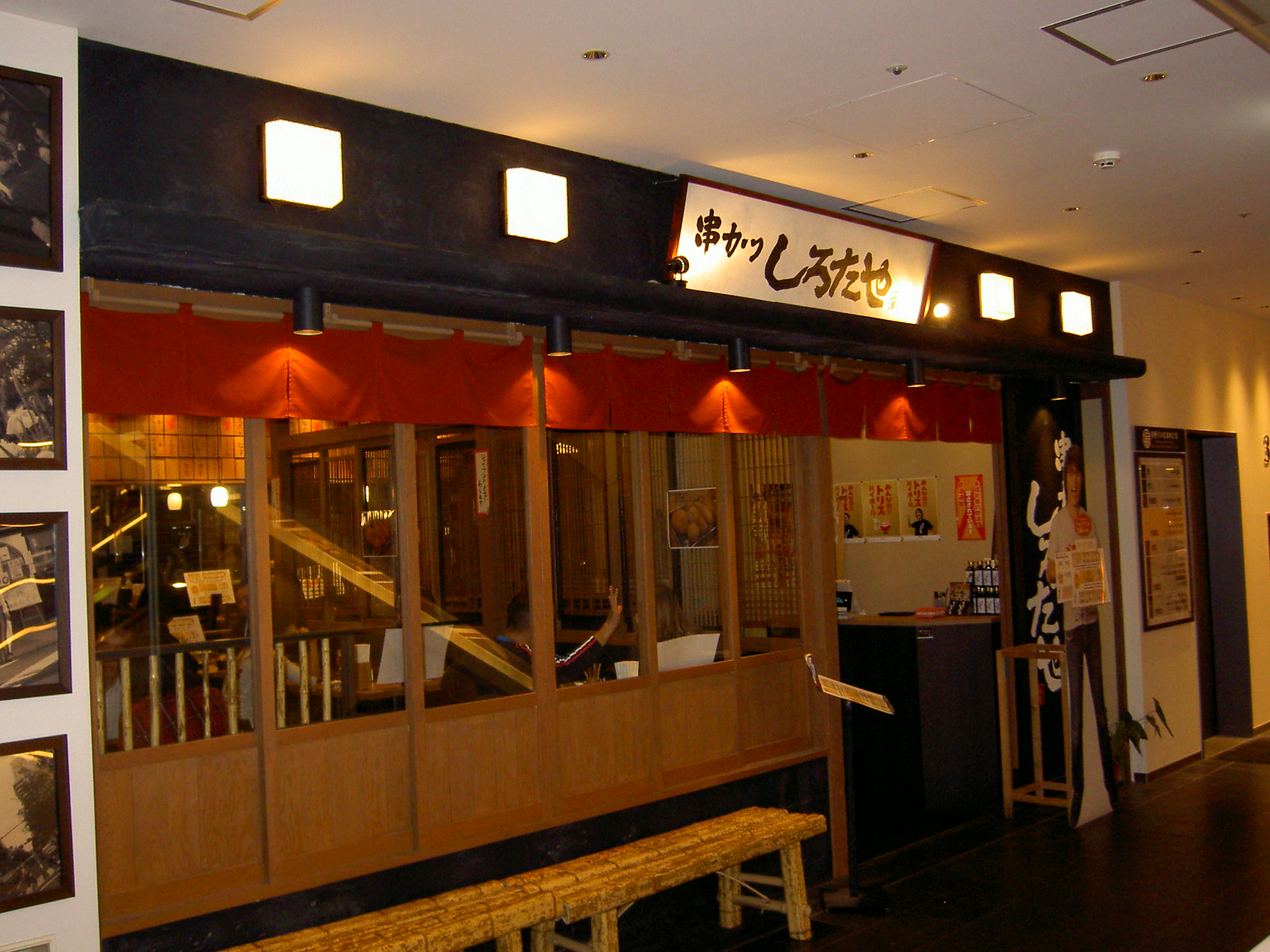
串カツしろたや

白田 信幸（しろた のぶゆき、1979年〈昭和54年〉4月20日 - ）は日本の元フードファイター、タレント、実業家。栃木県宇都宮市出身。フリー。血液型はAB型。

## 概要
身長195cm、体重91kgの体躯からジャイアント白田の愛称があり（名付親は中村有志）、2000年代後半頃からは愛称で活動する方が多い。そのほか、フードバトルクラブでは「大食い大魔人」という異名がある。2007年にフードファイターを引退。現在、バラエティ番組、イベントなどで活動中。
テレビに出演することが多いため、大食いタレントとして扱われることが圧倒的に多いが、フリーランスであることを理由に素人に分類されることもあり、本人曰く「大食いタレントなのか素人なのか微妙な立場である」と、公式ブログに綴っている。

## 経歴
- 2001年
  - 4月 - 『TVチャンピオン 全国大食い選手権 〜恐るべし! 九州縦断ニューフェイス決戦～』（テレビ東京系列）で準優勝。
  - 6月 - 日本大食い協会主催の「第一回全日本大食い競技選手権」において100時間の大食い大会に参加。5位。
  - 9月 - 『TVチャンピオン 全国大食い選手権 〜スーパースター頂上決戦〜』優勝。
  - 10月 - 『フードバトルクラブ the 2nd』（TBS系列）優勝。
- 2002年
  - 1月 - 『フードバトルクラブ The King Of Masters』優勝。
  - 4月 - 『フードバトルクラブ The Speed』優勝。
  - 4月 - 愛知県の中学生が給食中に早食いをして死亡する事件が発生したため、大食い・早食い番組や全国各地で開催される大食い・早食いイベントが消滅[5]。同時に、小林尊とともに活動していたFFA（フード・ファイター・アソシエイション）が自然消滅する。
  - 12月 -「富士急ハイランドQ-1グランプリ」3位。
  - 大食い・早食い番組の消滅後、調理師免許取得のために辻調理師専門学校に入学したため（2003年3月に卒業）、大食い・早食い活動をしばらく中断した。
- 2004年
  - 7月 -「ネイサンズ国際ホットドッグ早食い選手権」に日本代表として出場。12分間にホットドッグを38.5本完食し、59.5本を食べた小林尊に次ぐ2位となった。
- 2005年
  - 11月 - テレビ東京系列の『元祖!大食い王決定戦〜信州・上越編』に出場し、決勝の燕三条系ラーメン勝負ではドクターストップがかかり、3位となった。
- 2006年
  - 10月 - 『元祖!大食い王決定戦 北海秋味 爆食決戦〜北海道』で山本卓弥を破り優勝、前年のリベンジを果たし貫禄を見せ付けた。この頃から、バラエティ番組（ラジかるッなど）やイベント（フードバトルスタジアムズなど）に数多く出演するようになる。
  - 12月 - 一般女性と結婚[3]。
- 2007年
  - 9月 - 大会前に引退を表明。最後の大会となる『元祖!大食い王決定戦 爆食頂上決戦〜バリ島編』で山本を破り2連覇。引退の理由として、今後飲食店をオープンさせるため時間的な問題で胃袋を限界まで鍛えることが難しいという事や、精神的・身体的負担などを挙げた[4][5][6][7]。今後もバラエティ番組やイベント等への出演は継続する[4][6][7]。
  - 12月 - ハッスルで川田利明と「大食い対決」ではなく「プロレス対決」を行うが、ギブアップ負けを喫する。
- 2008年
  - 4月 - 大阪・道頓堀にて、自らプロデュースを行ったうどん専門店「しろたや」を期間限定（4月25日〜2009年3月31日）オープンする[8]。量は白田の胃袋が基準となっているため「並」でうどん16玉分、「大盛り」は32玉分となっている。他にも少量（1玉〜8玉）メニューやチャレンジメニューもある[8]。なお、ゴールデンウィークや夏休み中などは白田本人も店舗に姿を現すとのこと。
- 2009年
  - 7月 - 大阪・道頓堀にて、自らプロデュース兼経営を行った串カツ専門店「串カツしろたや」をオープンする[9][10]。自らが調理・接客を担当している。
- 2015年
  - 東京・大井町にフランチャイズ第1号の「串カツ しろたや 大井町店」をオープンする[11]。
- 2018年
  - 水曜日のダウンタウンでの企画、「テレビに食べ物が映ったら同じもの食わなきゃいけない生活、フードファイターなら24時間ギリ達成できる説」にて早々にリタイアした事が話題となり、「食べられないキャラ」が定着する一因となった[12]。
- 2022年
  - Sports Graphic Numberのインタビューを受けた際、食べられる量はピーク時の6分の1以下になったこと、量を食べる仕事は断り、出演オファー自体積極的には受けていないことを明かした[13]。
- 2023年
  - 8月9日、スマートフォンゲーム「モンスターストライク」のYouTube生配信企画で「ジャイアント白田ラストマッチ」と題し、「日清焼そばU.F.O.爆盛バーレル」を30分以内に何杯食べられるかのチャレンジを実施[14][15]。

## 主な記録
- 寿司 20皿（40貫）を36.14秒（フードバトルクラブ3 TheSpeed・2002年）
- ネイサンズのホットドッグ 12分で38個（ネイサンズ国際ホットドッグ早食い選手権・2004年）
- カレーライス 20杯（10kg）を18分56秒（フードバトルクラブ The King Of Masters・2001年）
- ショートケーキ 68個を16分52秒（フードバトルクラブ2・2001年）
- シュークリーム 5分で64個（フードバトルクラブ2・2001年）
- 牛丼 60分で22杯（フードバトルクラブ2・2001年）

## エピソード
- Wiiウェア用ゲームソフト『メジャーリーグ・イーティング（英語版）』の日本版には、白田をモデルとしたキャラクターが登場する。
- ニンテンドーDS用ゲームソフト『みてはいけない』（ディンプル）に本人名で登場する。
- デビュー戦で1日に100個近い卵を食べた経験から卵料理が苦手になった[16][17]
- 2008年1月20日放送のテレビ東京系企画番組『田舎に泊まろう!』に出演し、放送直後の2008年1月23日、同番組の過剰演出をブログで暴露した[18]。
- フードファイトを「トッププレイヤーらとのストイックな真剣勝負の場」として戦っていた白田だが、2005年頃からの第2次大食いブームの中でギャル曽根などのバラエティー的な面白さを備えたタレントが人気を集めるのを見て「命をかけられない」と大食いへのモチベーションを失った。結果的にこれが大食い引退と飲食店経営者への転身に繋がったという[19][20][21]。
- フードファイトには真摯に打ち込んでおり、バラエティのノリでやるようなことは嫌がっていた[22]。

## 出演

### 現在
- 元祖!大食い王決定戦（テレビ東京）
- くさデカ（テレビ静岡）
- 水曜日のダウンタウン（TBS）

### 過去
- TVチャンピオン（テレビ東京）
- TVチャンピオン2（テレビ東京、デカ盛り王決定戦ゲスト等）
- 美味紳助（テレビ朝日）
- フードバトルクラブ（TBS）
- ラジかるッ（日本テレビ、水曜日レギュラー）

### 映画
- 喰いしん坊! 大喰い開眼篇（2007年8月公開、メディアワークス）
- 喰いしん坊! 大喰い苦闘編（2007年8月公開、メディアワークス）
- 映画 怪物くん（2011年11月公開、東宝） - 怪物大王のお供・フランケン 役

### ゲーム
- メジャーリーグ・イーティング（Wii(Wiiウェア)、2009年3月24日配信、童） - プレイヤーキャラクターの一人として登場

### CM
- ローソン 週刊ローソン フードファイター（2002年）
- みずほ銀行 ロト7（2022年）
- アイリスオーヤマ セカンド冷蔵庫スキマックス（2024年6月29日 - ）[23]

## 著書
- 〈ジャイアント白田〉最強の飲食店づくり〝大食い王〟があらゆるメニューを食べ尽くしてみてわかったコト（2011年1月25日、ぱる出版）ISBN 978-4827206180